# 幺灘區
幺灘區，是四川省鄰水縣下轄的一個區級行政單位。

## 沿革
1952年8月，鄰水縣人民政府行政區劃時，將原第五區（九龍區）的御臨鄉和第三區（合流區）的九峰鄉划出，新建第五區（又稱幺灘區）公所，駐地設在幺灘場。1953年4月，第五區公所下轄石埡、草堰、白池、九峰、風埡5個鄉。9月，增轄稱砣、響水、幺灘2個鄉1個鎮，同時，將草堰鄉改稱冷水埡鄉。1954年3月，稱砣鄉劃歸長壽縣管轄。1955年3月，第五區公所撤銷。其所屬鄉分別劃歸第三區和第六區管轄。